# Єзьорко (Великопольське воєводство)
Єзьорко (пол. Jeziorko) — село в Польщі, у гміні Пшикона Турецького повіту Великопольського воєводства.
У 1975-1998 роках село належало до Конінського воєводства.